# Empis retroversa
Empis retroversa är en tvåvingeart som beskrevs av Collin 1933. Empis retroversa ingår i släktet Empis och familjen dansflugor. Inga underarter finns listade i Catalogue of Life.